# A Jake és Sohaország kalózai epizódjainak listája
Ez a lap a Jake és Sohaország kalózai című amerikai televíziós sorozat epizódjait tartalmazza. A részek címeinek nagy része a Datalinkek című oldalról és a kiadott DVD-ről származnak.

## Évados áttekintés
| Évad | Évad | Epizódok | Eredeti sugárzás  | Eredeti sugárzás  | Magyar sugárzás                                         | Magyar sugárzás       |
| Évad | Évad | Epizódok | Évadpremier       | Évadfinálé        | Évadpremier                                             | Évadfinálé            |
| ---- | ---- | -------- | ----------------- | ----------------- | ------------------------------------------------------- | --------------------- |
|      | 1    | 24       | 2011. február 14. | 2011. december 2. | 2011. június 1. (Disney Channel) 2017. február 13.(M2)  | 2017. március 16.(M2) |
|      | 2    | 34       | 2012. február 24. | 2013. december 6. | 2015. január 16. (Disney Channel) 2017. március 21.(M2) | 2017. május 5. (M2)   |
|      | 3    | 33       | 2014. január 17.  | 2015. július 27.  | 2015. március 9.                                        | 2015. augusztus 5.    |
|      | 4    | 19       | 2015. oktober 17. | 2016. november 6. | 2015. november 14.                                      | 2017. február 25.     |

## 1. évad
| #   | Hivatalos epizódcím                                | Magyar cím                                            | Eredeti premier      | Magyar premier(M2) |
| --- | -------------------------------------------------- | ----------------------------------------------------- | -------------------- | ------------------ |
| 1.  | Hide the Hideout! / The Old Shell Game             | Rejtsd el a rejtekhelyet! / Kagyló játék              | 2011. február 14.    | 2017.február 13.   |
| 2.  | Hats Off to Hook! / Escape from Belch Mountain     | Kalapot le Hook előtt / Menekülés a Pöfék hegyről     | 2011. február 15.    | 2017.február 14.   |
| 3.  | Off the Hook / Never Say Never!                    | Kampó kapitány / Soha ne mondd hogy soha!             | 2011. február 16.    | 2017.február 15.   |
| 4.  | Yo Ho, Food to Go! / Basketballs Aweigh!           | Kaja kalamajka / Dobj kosárra                         | 2011. február 17.    | 2017.február 16.   |
| 5.  | The Sky's the Limit! / Bucky Makes a Splash        | Határ az égbolt / Fityingvadászat                     | 2011. február 18.    | 2017.február 17.   |
| 6.  | Happy Hook Day! / No Returns!                      | Boldog kampónapot! / Nincs visszaút                   | 2011. február 19.    | 2017.február 20.   |
| 7.  | Izzy's Pirate Puzzle / The Never Land Games        | Izzy kalóz rejtvénye / A Sohaországi játékok          | 2011. február 21.    | 2017.február 21.   |
| 8.  | Free Wheeling Fun / The Race to Never Peak         | Tekerni jó / Versenyfutás a Soha csúcsra              | 2011. február 22.    | 2017.február 22.   |
| 9.  | Cubby's Sunken Treasure / Cubby's Goldfish         | Cubby elsüllyedt kincse / Cubby aranyhala             | 2011. február 23.    | 2017.február 23.   |
| 10. | Surfin' Turf / The Seahorse Roundup                | Szörfszöktetés / Tengericsikó hajsza                  | 2011. február 24.    | 2017.február 24.   |
| 11. | It's a Pirate Picnic! / The Key to Skull Rock      | A kalóz piknik / A koponya-szikla kulcsa              | 2011. február 25.    | 2017.február 27.   |
| 12. | The Never Bloom! / Jake's Starfish Search          | Sohavirág / A tengeri csillag keresése                | 2011. február 28.    | 2017. február 28.  |
| 13. | Hook Seals a Deal / The Emerald Coconut            | Hook alkut köt / A smaragd kókuszdió                  | 2011. március 18.    | 2017.március 1.    |
| 14. | The Golden Twilight Treasure / Rock the Croc!      | Az aranyló alkony kincse / Kroki kaland               | 2011. március 28.    | 2017.március 2.    |
| 15. | The Elephant Surprise! / Jake's Jungle Groove      | Az elefánt meglepetés / Jake csontzenéje              | 2011. április 4.     | 2017. március 3.   |
| 16. | The Golden Egg / Huddle Up!                        | Az aranytojás / Mindent bele!                         | 2011. április 11.    | 2017. március 6.   |
| 17. | Save the Coral Cove! / Treasure Chest Switcheroo   | Mentsd meg a korall rejteket! / A kincses ládikó      | 2011. április 22.    | 2017. március 7.   |
| 18. | Birds of a Feather / Treasure Show and Tell!       | Madarat tolláról / Kincs bemutató                     | 2011. május 21.      | 2017. március 8.   |
| 19. | The Pirate Princess / The Rainbow Wand             | A kalózhercegnő / A szivárvány pálca                  | 2011. június 17.     | 2017. március 9.   |
| 20. | The Sword and the Stone / Jake's Home Run!         | A kard és a kő / Jake hazafutása                      | 2011. augusztus 26.  | 2017. március 10.  |
| 21. | Captain Hook's Parrot / Skybird Island is Falling! | Hook kapitány papagája / Veszélyben az égmadár-sziget | 2011. szeptember 19. | 2017. március 13.  |
| 22. | Night of the Golden Pumpkin / Trick or Treasure!   | Az aranytök éjszakája / Csínyt vagy kincset!          | 2011. október 14.    | 2017. március 14.  |
| 23. | The Pirate Pup / Pirate Rock!                      | Kalózkutyus / Kalóz rock                              | 2011. november 10.   | 2017. március 15.  |
| 24. | It's a Winter Never Land! / Hook on Ice!           | Sohaország télen / Hook a jégen                       | 2011. december 2.    | 2017. március 16.  |

## 2. évad
| #   | Hivatalos epizódcím                                    | Magyar cím                                                 | Eredeti premier     | Magyar premier (Disney Channel / Disney Junior) | Magyar premier (M2)   |
| --- | ------------------------------------------------------ | ---------------------------------------------------------- | ------------------- | ----------------------------------------------- | --------------------- |
| 1.  | Peter's Musical Pipes / The Never Night Star           | Péter pánsípja / Sohaéjszaka csillagai                     | 2012. február 24.   | 2015. január 22/23.                             | 2017. március 21.     |
| 2.  | Bucky's Anchor Aweigh! / The Never Rainbow             | Horgonyt fel Fitying! / Sohaszivárvány                     | 2012. február 24.   | 2015. január 20/21.                             | 2017. március 22.     |
| 3.  | Race-Around Rock! / Captain Hook is Missing!           | Verseny a szikláig / Hook kapitány eltűnt!                 | 2012. március 28.   | 2015. január 28/29.                             | 2017. március 23.     |
| 4.  | Captain Hook's Hooks / Mr. Smee's Pet                  | Hook kapitány kampói / Mr. Smee állatkája                  | 2012. április 11.   | 2015. január 26/27.                             | 2017. március 24.(M2) |
| 5.  | Pirates of the Desert / The Great Pirate Pyramid       | Sivatagi kalózok / A nagy kalózpiramis                     | 2012. április 13.   | 2015. február 5/6.                              | 2017. március 27.     |
| 6.  | Mama Hook Knows Best / Pixie Dust Away!                | Hook mama jobban tudja / Tündérport elő!                   | 2012. május 12.     | 2015. január 16/19.                             | 2017. március 28.     |
| 7.  | Captain Hook's Lagoon / Undersea Bucky!                | Hook kapitány lagúnája / Fitying a tenger alatt            | 2012. június 8.     | 2015. február 9/10.                             | 2017. március 29.     |
| 8.  | A Feather in Hook's Hat / A Whale of a Tale            | Egy toll Hook kalapjára / Bálna mese                       | 2012. június 8.     | 2015. január 30. / 2015. február 2.             | 2017. március 30.     |
| 9.  | The Mermaid's Song / Treasure of the Tides             | A sellő dala / A dagály kincsei                            | 2012. június 29.    | 2015. február 11/12.                            | 2017. március 31.     |
| 10. | Big Bug Valley / The Queen of Never Land               | Nagy bogár völgy / Sohaország királynője                   | 2012. július 27.    | 2015. február 17/18.                            | 2017. április 3.      |
| 11. | Hook and the Itty-Bitty Kitty / Pirate Campout         | Hook és az icipici cicus / Kalóztábor                      | 2012. augusztus 10. | 2015. február 23/24.                            | 2017. április 4.      |
| 12. | Izzy's Trident Treasure / Pirate Putt-Putt             | Izzy szigonya / Kalóz mini golf                            | 2012. augusztus 24. | 2015. február 27.                               | 2017. április 5.      |
| 13. | Tricks, Treats and Treasure! / Season of the Sea Witch | Chipsz, csokit és kincset / A tengeri boszorkány visszatér | 2012. október 5.    | 2015. február 13/16.                            | 2017. április 6.      |
| 14. | Cookin' with Hook / Captain Flynn's New Matey          | Főzőcske Hook-kal / Flynn kapitány új cimborája            | 2012. november 26.  | 2015. február 19/20.                            | 2017. április 7.      |
| 15. | Sail Away Treasure / The Mystery of Mysterious Island! | Vitorláskincs / A Rejtélyes sziget rejtélye                | 2012. november 27.  |                                                 | 2017. április 10.     |
| 16. | A Bad Case of Barnacles / Cubby's Pet Problem          | Kagylókanyaró / Cubby kis kígyója                          | 2012. november 28.  | 2015. július 11.                                | 2017. április 11.     |
| 17. | Hook's Hookity-Hook / Hooked Together!                 | A kampók kampója / Összebilincselve                        | 2012. november 29.  | 2015. július 16.                                | 2017. április 12.     |
| 18. | Cubby's Mixed-Up Map / Jake's Cool New Matey!          | Cubby elcserélt térképe/ Jake új haverjaa                  | 2012. december 7.   | 2015. július 1.                                 | 2017. április 13.     |
| 19. | Hooked! / The Never Land Pirate Ball                   | Hook horogra akad / Kalózbál Sohaországban                 | 2013. január 25.    | 2015. február 3/4.                              | 2017. április 14.     |
| 20. | Jake's Birthday Bash! / The Lighthouse Diamond         | Jake szülinapi bulija / A világítótorony gyémántja         | 2013. március 1.    |                                                 | 2017.április 17.      |
| 21. | Tiki Tree Luau! / Captain Who?                         | A tiki fák mulatsága / Milyen kapitány?                    | 2013. március 22.   | 2015. július 9.                                 | 2017. április 18.     |
| 22. | Ahoy, Captain Smee! / Cap'n Croak!                     | Hahó, Smee kapitány! / Breki kapitány                      | 2013. április 19.   | 2015. július 14.                                | 2017. április 19.     |
| 23. | The Mystery Pirate! / Pirate Swap!                     | A titokzatos kalóz / Kalózcsere                            | 2013. május 10.     | 2015. július 4.                                 | 2017. április 20.     |
| 24. | Jake and Sneaky Le Beak! / Cubby the Brave             | Jake és a Sunyi Le’Csőr / Cubby, a bátor                   | 2013. május 24.     | 2015. július 2.                                 | 2017. április 21.     |
| 25. | Pirate Genie-in-a-Bottle!                              | Dzsint vagy kincset                                        | 2013. június 14.    | 2015. március 4.                                | 2017. április 24.     |
| 26. | Pirate Pals / Treasurefalls!                           | Kalóz cimborák / Kincszuhatag                              | 2013. június 21.    | 2015. július 7.                                 | 2017. április 25.     |
| 27. | Hook's Playful Plant! / The Golden Smee                | Hook játékos növénye / Az arany Smee                       | 2013. július 5.     | 2015. július 8.                                 | 2017. április 26.     |
| 28. | Sand Pirate Cubby! / Song of the Desert                | Cubby homok-kalóz / A sivatag dala                         | 2012. július 19.    | 2015. július 15.                                | 2017. április 27.     |
| 29. | Jake's Special Delivery / Seahorse Saddle-Up           | Jake csomagja / Tengeri lovaglás                           | 2013. július 26.    | 2015. július 21.                                | 2017. április 28.     |
| 30. | Jake and the Beanstalk / Little Red Riding Hook!       | Jake és a paszuly / Hook Piroska                           | 2013. augusztus 9.  | 2015. február 25/26.                            | 2017. május 1.        |
| 31. | Follow the Bouncing Bumble! / Sandy and the Clams      | Kövesd a pattogó méhet! / Csilli és a kagylók              | 2013. augusztus 16. | 2015. július 6.                                 | 2017. május 2.        |
| 32. | Misty's Magical Mix-Up! / Bones' Lucky Doubloon!       | Párácska varázsos átváltozása / Bones szerencse fityingje  | 2013. október 4.    | 2015. március 2/3.                              | 2017. május 3.        |
| 33. | Jake's Royal Rescue                                    | Kalózdzsin a palackban                                     | 2013. november 3.   |                                                 | 2017. május 4.        |
| 34. | F-F-Frozen Never Land! / Little Stinkers               | F...fagyos Sohaország / Bűzike                             | 2013. december 20.  | 2015. március 5/6.                              | 2017. május 26.       |

## 3. évad
| #   | Hivatalos epizódcím                                                    | Magyar cím                                                        | Eredeti premier      | Magyar premier                                      |
| --- | ---------------------------------------------------------------------- | ----------------------------------------------------------------- | -------------------- | --------------------------------------------------- |
| 1.  | Treasure of the Pirate Mummy's Tomb / Mystery of the Missing Treasure! | Kalózmúmia sírjának kincse / Az eltűnt kincs rejtélye             | 2014. január 17.     | 2015. március 9/10.                                 |
| 2.  | Invisible Jake / Who's a Pretty Bird?                                  | Láthatatlan Jake / Ki ez a csini madár?                           | 2014. január 17.     | 2015. március 11/12.                                |
| 3.  | Captain Gizmo / Jake's Pirate Swap Meet                                | Kütyü kapitány/ A becsapós cserebere                              | 2014. január 17.     | 2015. március 25/26.                                |
| 4.  | Pirate Genie Tales                                                     | Kalóz dzsinn mesék                                                | 2014. január 24.     | 2015. július 18. (DJ) 2015. november 7. (DC)        |
| 5.  | Cubby's Crabby Crusade / The Never Sands of Time                       | Cubby rák-kalandja / Az idő soha-homokja                          | 2014. január 31.     | 2015. március 15/16.                                |
| 6.  | Trouble on the High Sneeze / Pirate-Sitting Pirates                    | Hapcigaliba / Bébicsősz kalózok                                   | 2014. február 7.     | 2015. március 23/24.                                |
| 7.  | Smee-erella!                                                           | Hamu-Smeepőke                                                     | 2014. február 14.    | 2015. július 25. (DJ) 2016. február 15. (DC)        |
| 8.  | The Never Land Coconut Cook-Off / The Lost and Found Treasure          | A sohaországi kókuszfőző verseny/ Az elveszett és megtalált kincs | 2014. február 21.    | 2015. március 27/30.                                |
| 9.  | Hideout…It's Hook! / Tick Tock Trap                                    | Hook kapitány a búvóhelyen/ Tik-tak csapda                        | 2014. február 28.    | 2015. április 16.                                   |
| 10. | Play it Again, Cubby! / Trading Treasures                              | Játszd újra, Cubby/ Kincs-csere                                   | 2014. április 1.     |                                                     |
| 11. | The Singing Stones / The Mermaid Queen's Voice                         | Az éneklő kövek/ A sellőkirálynő hangja                           | 2014. április 11.    | 2015. március 17/18.                                |
| 12. | Where's Mama Hook? / Captain Hook's New Hobby                          | Hol van Hook mama? / Hook kapitány új hobbija                     | 2014. május 9.       | 2015. március 19/20.                                |
| 13. | Bucky's Treasure Hunt / Cubby's Tall Tale                              | Fitying kincsvadászata/ Cubby meséje                              | 2014. június 27.     | 2015. április 29/30.                                |
| 14. | Hook's Treasure Nap / Princess Power!                                  | Hook kincses álma/ A hercegnő erő                                 | 2014. július 4.      | 2014. április 21/22.                                |
| 15. | Nanny Nell / Izzy and the Sea-Unicorn                                  | Nelli dada/ Izzy és a tengeri egyszarvú                           | 2014. július 18.     | 2015. április 23/24.                                |
| 16. | Hook the Genie! / A Royal Misunderstanding                             | Hook a dzsinn / Királyi kavarodás                                 | 2014. augusztus 1.   | 2015. július 9. (DJ) 2015. november 14. (DC)        |
| 17. | Pirate Pogo! / The Sneaky Snook-Off                                    | Kalóz pogo / Ki a legravaszabb?                                   | 2014. augusztus 15.  | 2015. július 13. (DJ) 2015. november 22. (DC)       |
| 18. | Sleeping Mermaid / Jake's Mega-Mecha Sword                             | Csipkesellőke/ A kütyükard                                        | 2014. szeptember 19. | 2015. április 15/17.                                |
| 19. | Pirate Ghost Story / Queen Izzy-bella                                  | Kalóz kísértet történet/ Izzy-bella királynő                      | 2014. október 3.     | 2015. március 31./2015. április 27.                 |
| 20. | Jake the Wolf / Witch Hook                                             | Jake, a farkas/ Hook boszorkány                                   | 2014. október 10.    | 2014. április 13/14.                                |
| 21. | Battle for the Book!                                                   | Könyvcsata                                                        | 2014. október 26.    | 2015. augusztus 4/5. (DJ) 2016. február 16/17. (DC) |
| 22. | Mer-Matey Ahoy! / Pirate Pinball                                       | Sellő cimbi/Kalóz flipper                                         | 2014. november 14.   | 2015. július 14. 2015. május 16. (DC)               |
| 23. | ShiverJack / Treasure Tunnel Trouble                                   | BorzongÚr / Kincsalagút galiba                                    | 2014. november 21.   | 2015. július 20. (DJ) 2016. február 10. (DC)        |
| 24. | Grandpa Bones / The Arctic Pearl                                       | Bones nagyapó/ A sarki gyöngy                                     | 2014. november 26.   | 2015. július 16. (DJ) 2015. május 23. (DC)          |
| 25. | Captain Scrooge                                                        | Scrooge kapitány                                                  | 2014. december 5.    | 2015. április 28.                                   |
| 26. | Jake's Awesome Surprise / Aye, Aye Cap'n-Cap'n!                        | Jake meglepetése/ Igenis, kapitány kapitány!                      | 2015. február 27.    | 2015. július 17. (DJ) 2016. február 9. (DC)         |
| 27. | Captain Frost / The Legendary Snow-Foot!                               | Fagy kapitány / A legendás hójeti                                 | 2015. március 6.     | 2015. július 10. (DJ) 2015. november 15. (DC)       |
| 28. | Look Out...Never-Sharks! / The Monkey Pirate King                      | Vigyázat...sohacápák!/A majom kalózkirály                         | 2015. március 6.     | 2015. július 1. (DJ) 2016. február 14. (DC)         |
| 29. | Stowaway Ghosts! / Happy 1,000th Birthday!                             | Potyautas kísértetek/Boldog 1000. szülinapot!                     | 2015. március 6.     | 2015. július 15. (DJ) 2015. november 28. (DC)       |
| 30. | Flight of the Feather/Captain Hookity-Hook!                            | Kampós kampó kapitány/A Tollasok repülése                         | 2015. június 29.     | 2015. július 4. (DJ) 2016. február 13. (DC)         |
| 31. | Dread the Evil Pirate/Sandblast                                        | Rémfi, a gonosz dzsinn/ Homokhajrá!                               | 2015. július 6.      | 2015. július 18. (DJ) 2016. február 18. (DC)        |
| 32. | Tiki Maskerade Mystery / The Tale of Ratsputin                         | A tiki maszkabál titka / Patkutyin meséje                         | 2015. július 13.     | 2015. július 25. (DJ) 2016. február 12. (DC)        |
| 33. | The Great Never Sea Conquest                                           | A Sohatenger meghódítása                                          | 2015. július 31.     | 2015. augusztus 1. (DJ) 2016. február 19/20. (DC)   |

## 4. évad
| #   | Hivatalos epizódcím               | Magyar cím                         | Eredeti premier    | Magyar premier     | Magyar premier       |
| #   | Hivatalos epizódcím               | Magyar cím                         | Eredeti premier    | Disney Junior      | Disney Channel       |
| --- | --------------------------------- | ---------------------------------- | ------------------ | ------------------ | -------------------- |
| 1.  | Into the Heart of Coldness        | Utazás a fagy szívéhez             | 2015. oktober 17.  | 2015. november 14. | 2017. február 6.     |
| 1.  | The Remarkable Beardini!          | A csodálatos Szakálló              | 2015. oktober 17.  | 2015. november 14. | 2017. február 7.     |
| 2.  | Escape from Ghost Island          | Szökés a Szellem szigetről         | 2015. október 17.  | 2015. november 21. | 2017. február 8.     |
| 2.  | The Island of Doctor Undergear    | Doktor Csavaros szigete            | 2015. október 17.  | 2015. november 21. | 2017. február 9.     |
| 3.  | Rise of the Pirate Pharaoh        | A kalózfáraó ébredése              | 2015. október 17.  | 2015. november 28. | 2017. február 10.    |
| 3.  | The Golden Hook                   | Az arany kampó                     | 2015. október 17.  | 2015. november 28. | 2017. február 13.    |
| 4.  | Mystery of the Mighty Colossus    | A büszke kolosszus rejtélye        | 2015. október 24.  | 2015. december 5.  | 2017. február 14.    |
| 4.  | The Doubloon Monsoon              | A fitying monszun                  | 2015. október 24.  | 2015. december 5.  | 2017. február 15.    |
| 5.  | Shark Attack                      | Cápatámadás                        | 2015. november 7.  | 2016. április 18.  | 2017. február 16.    |
| 5.  | Captain Hook's Colossal Collision | Hook kapitány kolosszális kalandja | 2015. november 7.  | 2016. április 18.  | 2017. február 17.    |
| 6.  | Phantoms of Never-Nether Land     | Sohaalvilág fantomjai              | 2015. november 14. | 2016. április 23.  | 2017. február 20.    |
| 6.  | Magical Mayhem!                   | A zűrvarázsló                      | 2015. november 14. | 2016. április 23.  | 2017. február 21.    |
| 7.  | Monkey Tiki Trouble               | Test cserebere                     | 2015. november 21. | 2016. április 30.  | 2017. február 22.    |
| 7.  | Jake's Cold-Hearted Matey         | Jake jeges szívű cimborája         | 2015. november 21. | 2016. április 30.  | 2017. február 23.    |
| 8.  | The Golden Dragon                 | Az arany sárkány                   | 2016. február 8.   | 2016. május 14.    | 2017. február 24.    |
| 8.  | Peter Pan's 100 Treasures         | Pán Péter 100 kincse               | 2016. február 8.   | 2016. május 14.    | 2017. február 27.    |
| 9.  | Dread the Pharoah!                | Rémfi, a fáraó!                    | 2016. március 7.   | 2016. május 21.    | 2017. február 28.    |
| 9.  | Sharky Unchained                  | Sharky, a tigriscápa!              | 2016. március 7.   | 2016. május 21.    | 2017. március 1.     |
| 10. | Captain Quixote                   | Quixote kapitány                   | 2016. március 14.  | 2016. november 5.  | 2017. szeptember 2.  |
| 10. | Captain Hook's Crocodile Crew     | Hook kapitány krokodil kalózai     | 2016. március 14.  | 2016. november 5.  | 2017. szeptember 2.  |
| 11. | The Creature of Doubloon Lagoon   | Minotauruszok versenye             | 2016. március 21.  | 2016. május 28.    | 2017. március 2.     |
| 11. | Minotaur Mix-Up!                  | Minotaurusz Mix-up!                | 2016. március 21.  | 2016. május 28.    | 2017. március 3.     |
| 12. | Pirate Fools Day!                 | Kalóz bolondok napja               | 2016. március 28.  | 2016. november 12. | 2017. szeptember 3.  |
| 12. | The Forbidden City                | A tiltott város                    | 2016. március 28.  | 2016. november 12. | 2017. szeptember 3.  |
| 13. | Attack of the Pirate Piranhas     | A kalóz pirányák támadása          | 2016. június 21.   | 2016. november 19. | 2017. szeptember 9.  |
| 13. | March of the Lava Monsters        | A lávaszörnyek ébredése            | 2016. június 21.   | 2016. november 19. | 2017. szeptember 9.  |
| 14. | Beardini's Apprentice             | Szakálló inasa                     | 2016. július 11.   | 2016. november 26. | 2017. szeptember 10. |
| 14. | Mummy First Mate                  | Múmia első tiszt                   | 2016. július 11.   | 2016. november 26. | 2017. szeptember 10. |
| 15. | The Legion of Pirate Villains!    | A komisz kalózok szövetsége        | 2016. október 1.   | 2017. április 14.  | 2017. szeptember 2.  |
| 16. | Crabageddon!                      | Rák-ramazuri                       | 2016. október 8.   | 2016. december 3.  | 2017. szeptember 16. |
| 16. | Night of the Stonewolf            | A kőfarkas éjszakája               | 2016. október 8.   | 2016. december 3.  | 2017. szeptember 16. |
| 17. | Tales of Captain Buzzard          | Keselyű kapitány történetei        | 2016. október 15.  | 2017. február 11.  | 2017. szeptember 17. |
| 18. | Tiger Sharky Strikes Again!       | A tigriscápa új viadala            | 2016. október 22.  | 2017. február 18.  | 2017. szeptember 23. |
| 18. | Captain Jake's Pirate Power Crew! | Jake kapitány szuper kalózcsapata  | 2016. október 22.  | 2017. február 18.  | 2017. szeptember 23. |
| 19. | Captain Hook's Last Stand!        | A kőkapitány                       | 2016. november 6.  | 2017. február 25.  | 2017. szeptember 24. |